# Kurdish News Network
Kurdish News Network (también conocido por su sigla KNN) es una cadena de televisión iraquí que transmite en idioma kurdo y que está enfocada en la transmisión de noticias. Fue fundada en 2008 por Nawshirwan Mustafa. La cadena es propiedad de Wusha Corp.

## Programas
- Noticias - Cobertura de las principales informaciones del Kurdistán y noticias internacionales
- Titulares - Vistazo general a las principales noticias
- Negocios - Noticias financieras
- Mercados - Informaciones de los mercados bursátiles y precios de materias primas
- Prensa - Vistazo a las portadas de varios periódicos matutinos
- Deporte - Principales informaciones deportivas
- El Tiempo - Pronóstico
- Entrevista - Entrevistas a personalidades destacadas
- Debates
- Parlamento - Noticias acerca del Parlamento Kurdo
- Comentario - Entrevistas a pensadores y líderes de opinión